# سیارک ۴۹۶۹۸
سیارک ۴۹۶۹۸ (به انگلیسی: 49698 Vachal، نامگذاری:1999VA) چهل و نه هزار و ششصد و نود و هشتمین سیارک کشف شده‌است که در ۱ نوامبر ۱۹۹۹ کشف شد.